# Kalesi
Kalesi is een plaats in de Estlandse gemeente Raasiku, provincie Harjumaa. De plaats heeft de status van dorp (Estisch: küla).

## Bevolking
Het dorp had 189 inwoners op 31 december 2011 en 214 inwoners op 31 december 2021.